# Mymaridae
Mymaridae es una familia de avispas calcidoideas que se encuentra en regiones templadas y tropicales de todo el mundo. Hay alrededor de 100 géneros con 1.400 especies. 
Son insectos diminutos como la mayoría de los calcidoideos, con 0,5 mm de longitud en promedio. Esta familia incluye a Dicopomorpha echmepterygis, el insecto más pequeño conocido, con solo 0,139 mm de longitud y el insecto volador más pequeño, con 0,15 mm. Las alas son generalmente finas, con setas largas que les dan un aspecto plumoso. Algunas especies tienen alas muy reducidas o totalmente ausentes. Se distinguen de otros calcidoideos por la forma de H de las suturas en la parte frontal de la cabeza.

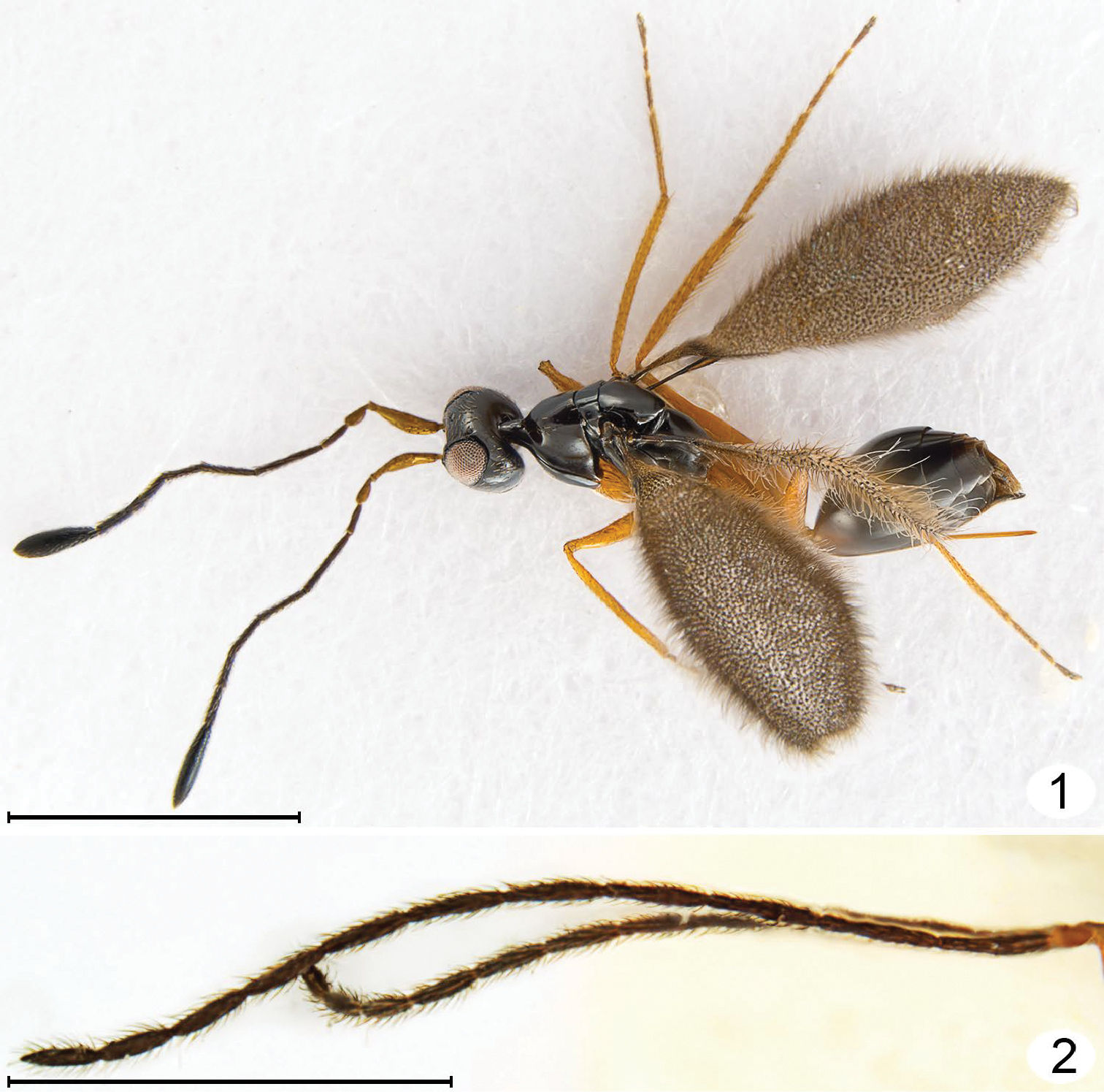
Mymarilla wollastoni: (1) Hembra con alas extremadamente vellosas. (2) Detalle de las antenas filiformes del macho. Mymarilla wollastoni es endémica de la isla Santa Helena en el Océano Atlántico. Escala = 1000 μm

## Descripción
Las mimáridas son insectos pequeños. Miden entre 0,13 y 5,4 mm; la mayoría son de 0,5 a 1,0 mm. Generalmente tienen cuerpos de colores no metálicos, negros, castaños o amarillos. Se distinguen de otros calcidoideos porque las suturas forman un diseño en forma de H debajo de los ocelos y entre los ojos compuestos. En raros casos las suturas se extienden hasta los ocelos. Tienen largas antenas, por lo menos tan largas como el metasoma. Las antenas están ubicadas cerca de los bordes de los ojos. En las hembras las antenas terminan en forma de mazo. En los machos son filiformes.
Algunas especies tienen alas de reducido tamaño o aun completamente ausentes. Generalmente las hembras son las que tienen alas reducidas. Este es el caso de especies que buscan las especies huéspedes en espacios limitados como en el suelo, bajo hojas muertas o en los túbulos de ciertos hongos. También ocurren en condiciones climáticas ventosas como en islas oceánicas o en lugares de gran altitud. En tales hábitats las alas serían una desventaja, por eso están sometidas a una fuerte selección natural negativa.

## Distribución y hábitat
Están entre los calcidoideos más comunes, pero raramente se los ve debido a su escaso tamaño. Se los encuentra en regiones tropicales y templadas de todo el mundo. La mayoría se encuentra en bosques tropicales, con su mayor diversidad en el hemisferio sur, en Sudamérica, Nueva Zelanda y Australia. En el Neártico (Norteamérica) solo hay alrededor de 28 géneros y 120 especies, de los 100 géneros y 1.424 especies mundiales.
Los miembros de esta familia pueden sobrevivir en todo tipo de hábitats terrestres, desde desiertos a bosques lluviosos. Se conocen cinco especies acuáticas, que viven en lagunas o ríos.  Entre éstos está Caraphractus cinctus, que usa sus alas como remos. Pueden permanecer bajo el agua hasta 15 días. Debido a su pequeño tamaño necesitan trepar por el tallo de una planta para salir a la superficie porque no pueden romper la tensión superficial del agua.

## Ecología
Todos los miembros conocidos de esta familia son parasitoides de los huevos de otros insectos. Generalmente estos huevos han sido depositados en lugares escondidos, como en los tejidos de las plantas o bajo tierra. No parecen ser muy específicos en su selección de huésped. Algunas especies parasitan insectos de varias familias en un solo orden. Sus huéspedes más comunes son miembros del orden Hemiptera especialmente Auchenorrhyncha (cicadas, saltahojas, etc.) y Coccoidea (insectos escama), pero esto tal vez se debe a que estos grupos están mejor estudiados. Otros huéspedes importantes son escarabajos, moscas, libélulas, Psocoptera y Thysanoptera. Solamente se conocen los huéspedes de un cuarto de los géneros conocidos.

## Importancia económica

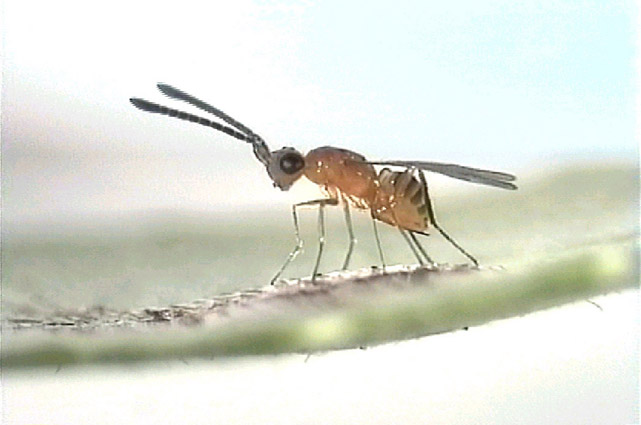
Gonatocerus triguttatus poniendo sus huevos en huevos de Homalodisca vitripennis dentro de una hoja

Algunas especies de Mymaridae han sido usadas como controles biológicos de pestes de cosechas. Se los aprecia por su capacidad para encontrar los huevos ocultos de sus huéspedes. El género Anagrus parasita a una gran variedad de huéspedes. Ha sido introducido en varios países con fines de control biológico. En Hawái Anagrus optabilis ha sido introducido para controlar a la peste de la caña de azúcar (Perkinsiella saccharicida).

## Géneros
Mymaridae incluye los géneros de la siguiente lista: Allomymar y Metanthemus han sido transferidos a la familia Aphelinidae. El género fósil Protooctonus ha sido transferido a la familia Mymarommatidae, y es considerado un sinónimo de Archaeromma. Nesopolynema, Oncomymar y Scolopsopteron son sinónimos de Cremnomymar desde 2013 y sus especies se agrupan ahora en este género. Shillingsworthia también ha sido excluido pues se trataba de una broma.

Los géneros marcados con † son extintos.

### Géneros vivientes
- Acanthomymar Subba Rao, 1970
- Acmopolynema Ogloblin,1946
- Acmotemnus Noyes & Valentine, 1989
- Agalmopolynema Ogloblin, 1960
- Alaptus Ferrière, 1930
- Allanagrus Noyes & Valentine, 1989
- Allarescon Noyes & Valentine, 1989
- Anagroidea Girault, 1915
- Anagrus Haliday, 1833
- Anaphes Haliday, 1833
- Anneckia Subba Rao, 1970
- Apoxypteron Noyes & Valentine, 1989
- Arescon Walker, 1846
- Australomymar Girault, 1929
- Baburia Hedqvist, 2004
- Bakkendorfia Mathot, 1966
- Boccacciomymar Triapitysn & Berezovskiy, 2007
- Borneomymar Huber, 2002
- Boudiennyia Girault, 1937
- Bruchomymar Ogloblin, 1939
- Caenomymar Yoshimoto, 1990
- Callodicopus Ogloblin, 1955
- Camptoptera Förster,1856
- Camptopteroides Viggiani, 1974
- Caraphractus Walker, 1846
- Ceratanaphes Noyes & Valentine, 1989
- Chaetomymar Ogloblin,1946
- Chrysoctonus Mathot,1966
- Cleruchoides Lin & Huber, 2007
- Cleruchus Enock,1909
- Cnecomymar Ogloblin, 1963
- Cremnomymar Ogloblin, 1952
- Cybomymar Noyes & Valentine, 1989
- Dicopomorpha Ogloblin,1955
- Dicopus Enock, 1909
- Dorya Noyes & Valentine, 1989
- Entrichopteris Yoshimoto, 1990
- Eofoersteria Mathot, 1966
- Erdosiella Soyka, 1956
- Erythmelus  Enock, 1909
- Eubroncus Yoshimoto, Kozlov & Trjapitzin, 1972
- Eucleruchus Ogloblin, 1940
- Eustochomorpha Girault, 1915
- Eustochus Haliday, 1833
- Formicomymar Yoshimoto, 1990
- Gahanopsis Ogloblin,1946
- Ganomymar De Santis,1972
- Gonatocerus  Nees, 1834
- Haplochaeta Noyes et Valentine, 1989
- Himopolynema Taguchi, 1977
- Idiocentrus Gahan, 1927
- Ischiodasys Noyes & Valentine, 1989
- Kalopolynema Ogloblin, 1960
- Kikiki Huber & Beardsley, 2000
- Kompsomymar Lin & Huber, 2007
- Krokella Huber, 1993
- Kubja Subba Rao, 1984
- Litus (insecto) Haliday,1833
- Macrocamptoptera Girault, 1910
- Malfattia Meunier, 1901
- Mimalaptus Noyes & Valentine, 1989
- Mymar Curtis,1829
- Mymarilla Westwood, 1879
- Myrmecomymar Yoshimoto, 1990
- Narayanella Subba Rao, 1976
- Neolitus Ogloblin, 1935
- Neomymar Crawford, 1913
- Neostethynium Ogloblin, 1964
- Neserythmelus Noyes & Valentine, 1989
- Nesomymar Valentine, 1971
- Nesopatasson Valentine, 1971
- Notomymar Doutt & Yoshimoto, 1970
- Omyomymar Schauff, 1983
- Ooctonus Haliday,1833
- Palaeoneura Waterhouse, 1915
- Palaeopatasson Witsack, 1986
- Paracmotemnus Noyes & Valentine, 1989
- Paranaphoidea Girault, 1913
- Parapolynema Fidalgo, 1982
- Parastethynium Lin & Huber in Lin, Huber & La Salle, 2007
- Platyfrons Yoshimoto, 1990
- Platypolynema Ogloblin, 1960
- Platystethynium Ogloblin, 1946
- Polynema Haliday,1833
- Polynemoidea Girault, 1913
- Polynemula Ogloblin, 1967
- Prionaphes Hincks, 1961
- Pseudanaphes Noyes & Valentine, 1989
- Pseudocleruchus Donev & Huber, 2002
- Ptilomymar Annecke & Doutt, 1961
- Restisoma Yoshimoto, 1990
- Richteria Girault, 1920
- Schizophragma Ogloblin, 1949
- Scleromymar Noyes & Valentine, 1989
- Steganogaster Noyes & Valentine, 1989
- Stephanocampta Mathot,1966
- Stephanodes Enock,1909
- Stethynium Enock, 1909
- Tanyostethium Yoshimoto, 1990
- Tetrapolynema Ogloblin, 1946
- Tinkerbella Huber & Noyes, 2013
- Zelanaphes Noyes & Valentine, 1989

### Géneros fósiles
Los siguientes géneros fósiles están incluidos en Mymaridae:
- †Carpenteriana  Yoshimoto, 1975
- †Enneagmus Yoshimoto, 1975
- †Eoanaphes Huber en Huber & Greenwalt, 2011
- †Eoeustochus Huber en Huber & Greenwalt, 2011
- †Macalpinia  Yoshimoto, 1975
- †Myanmymar Huber en Huber & Poinar, 2011
- †Triadomerus Yoshimoto, 1975